# Manica (miasto)
Manica – miasto w zachodnim Mozambiku, w prowincji Manica. Według danych na rok 2007 liczyło 36 124 mieszkańców.